# فيصل غازي
فيصل غازي حارب الغافري (ولد في 7 ديسمبر 1997 في المنامة، البحرين) لاعب كرة قدم بحريني يجيد اللعب في مركز قلب الدفاع. يلعب حاليا لصالح الخالدية الذي ينافس في الدوري البحريني الممتاز منذ 2021.

## المسيرة الرياضية

### الأندية
في 1 يوليو 2015 تم تصعيد غازي إلى الفريق الأول بنادي الرفاع. في موسمه الأول 2015-2016 وفي بطولة الدوري البحريني الممتاز ساهم في احتلال فريقه المركز الرابع بفارق 3 نقاط عن منطقة الهبوط. وفي بطولة كأس ملك البحرين ساهم في وصول فريقه إلى المباراة النهائية عندما خسر من المحرق 1-3. وفي بطولة كأس الاتحاد البحريني فشل فريقه في التأهل إلى الدور النصف النهائي عندما احتل المركز الثالث في المجموعة الأول بفارق نقطة واحدة عن صاحب المركز الثاني الحد.
في موسمه الثاني 2016-2017 وفي بطولة الدوري الممتاز ساهم في احتلال فريقه المركز الثاني الوصيف بفارق نقطتين عن البطل المالكية. وفي بطولة كأس ملك البحرين ساهم في وصول فريقه إلى الدور النصف النهائي عندما خسر من المحرق بهدف دوريس سالامو. وفي بطولة كأس الاتحاد البحريني فشل فريقه في التأهل إلى الدور النصف النهائي عندما احتل المركز الثالث في المجموعة الأول بفارق 4 نقاط عن صاحب المركز الثاني البديع.
في موسمه الثالث 2017-2018 وفي بطولة الدوري الممتاز ساهم في احتلال فريقه المركز السابع بفارق نقطتين عن منطقة الهبوط. وفي بطولة كأس ملك البحرين ساهم في وصول فريقه إلى الدور النصف النهائي عندما خسر من المحرق 1-3 في مجموع المباراتين.
في موسمه الرابع 2018-2019 وفي بطولة الدوري الممتاز ساهم في تتويج فريقه بالبطولة بعدما تصدر الترتيب بفارق 6 نقاط عن وصيفه المنامة ليحقق غازي أولى بطولاته الشخصية. وفي بطولة كأس ملك البحرين ساهم في تتويج فريقه بالبطولة بعدما تغلب في المباراة النهائية على الحد 2-1 ليحقق غازي ثاني بطولاته الشخصية. وفي بطولة كأس النخبة البحريني فشل فريقه في التأهل إلى الدور النصف النهائي بعدما احتل المركز الثالث الأخير في المجموعة الأولى بفارق نقطة واحدة عن صاحب المركز الحد. وفي بطولة كأس الاتحاد البحريني فشل فريقه في التأهل إلى الدور النصف النهائي عندما احتل المركز الثالث في المجموعة الثالثة بفارق 3 نقاط عن المتصدر البحرين. وفي بطولة كأس العرب للأندية الأبطال خرج من المرحلة الأولى عندما خسر من مولودية الجزائر الجزائري 1-2 في مجموع المباراتين.
في موسمه الخامس 2019-2020 وفي بطولة الدوري الممتاز ساهم في احتلال فريقه المركز الثالث بفارق 3 نقاط عن البطل الحد. وفي بطولة كأس ملك البحرين ساهم في وصول فريقه إلى الدور النصف النهائية عندما خسر من الحد 1-3. وفي بطولة كأس السوبر البحريني ساهم في تتويج فريقه بالبطولة بعدما تغلب على المنامة بركلات الترجيح وليحقق غازي ثالث بطولاته الشخصية. وفي بطولة كأس الاتحاد البحريني فشل فريقه في التأهل إلى الدور النصف النهائي عندما احتل المركز الثاني في المجموعة الأولى بفارق الأهداف عن المتصدر الحد. وفي بطولة دوري أبطال آسيا خرج فريقه من مباراته الأولى عندما خسر خارج أرضه في الدور التمهيدي الثاني من نادي شهر خودرو الإيراني 0-1 لينتقل للعب في كأس الاتحاد الآسيوي ولكن تم إلغاء البطولة بسبب انتشار جائحة كورونا. وفي بطولة كأس العرب للأندية الأبطال شارك في الدور التمهيدي واستطاع تصدر مجموعته الأولى بثلاث انتصارات على اتحاد طنجة المغربي وهورسيد الصومالي والزوراء العراقي ليتأهل إلى الدور 32 حيث خسر من أولمبيك آسفي المغربي 1-2 في مجموع المباراتين.
في موسمه السادس والأخير 2020-2021 وفي بطولة الدوري الممتاز ساهم في تتويج فريقه بالبطولة بعدما تصدر الترتيب بفارق 10 نقاط عن وصيفه الرفاع الشرقي ليحقق غازي رابع بطولاته الشخصية. وفي بطولة كأس ملك البحرين ساهم في تتويج فريقه بالبطولة بعدما تغلب في المباراة النهائية على الأهلي 2-0 ليحقق غازي خامس بطولاته الشخصية.
في 1 يوليو 2021 انتقل غازي من الرفاع إلى الخالدية البحريني (الدوري الممتاز) في صفقة انتقال حر. في موسمه الأول 2021-2022 وفي بطولة الدوري الممتاز ساهم في احتلال فريقه المركز الثالث بفارق 12 نقطة عن البطل الرفاع. وفي بطولة كأس ملك البحرين ساهم في تتويج فريقه بالبطولة بعدما تغلب في المباراة النهائية على الرفاع الشرقي بركلات الترجيح ليحقق غازي سادس بطولاته الشخصية. وفي بطولة كأس الاتحاد البحريني فشل فريقه في التأهل إلى الدور النصف النهائي.
في موسمه الثاني 2022-2023 وفي بطولة الدوري الممتاز ساهم في تتويج فريقه بالبطولة بعدما تصدر الترتيب بفارق نقطة واحدة عن وصيفه المنامة ليحقق غازي سابع بطولاته الشخصية. وفي بطولة كأس ملك البحرين خرج فريقه من مباراته الأولى عندما خسر في الدور الثمن النهائي من سترة بركلات الترجيح. وفي بطولة كأس السوبر البحريني ساهم في تتويج فريقه بالبطولة بعدما تغلب على الرفاع بهدفين نظيفين ليحقق غازي ثامن بطولاته الشخصية. وفي بطولة كأس الاتحاد البحريني ساهم في وصول فريقه إلى المباراة النهائية عندما خسر من الأهلي بركلات الترجيح.

### المنتخبات
في 26 مارس 2022 قرر المدرب البرتغالي هيليو سوزا استدعاء غازي ليشارك في أول مباراة دولية مع البحرين وكانت أمام بوروندي وديا حيث شارك بديلا عن عباس عياد وانتهت المباراة بفوز البحرين 1-0.
في 29 مارس 2022 شارك غازي في آخر مباراة دولية مع البحرين وكانت أمام روسيا البيضاء وديا حيث لعب أساسيا وانتهت بخسارة البحرين 0-1.

## الإنجازات والألقاب
- الرفاع (5)
  - الدوري البحريني الممتاز (2): 2019/2018 - 2021/2020
  - كأس ملك البحرين (2): 2019/2018 - 2021/2020
  - كأس السوبر البحريني (1): 2019
- الخالدية (3)
  - الدوري البحريني الممتاز (1): 2022/2023
  - كأس ملك البحرين (1): 2021/2022
  - كأس السوبر البحريني (1): 2022